# Sant Ceri de Mar
Sant Ceri de Mar (nom occità) (en francès Saint-Cyr-sur-Mer) és un municipi francès situat al departament del Var i a la regió de Provença – Alps – Costa Blava. L'any 1999 tenia 9.012 habitants.

## Demografia
| 1962                                       | 1968  | 1975  | 1982  | 1990  | 1999  | 2006   |
| ------------------------------------------ | ----- | ----- | ----- | ----- | ----- | ------ |
| 3.000                                      | 4.126 | 4.728 | 5.685 | 7.033 | 8.898 | 11.797 |
| Des de 1962: població sense dobles comptes |       |       |       |       |       |        |

## Administració
| Període   | Identitat            | Partit |
| --------- | -------------------- | ------ |
| 1977-1985 | Bernard Revest       |        |
| 1985-1989 | Josette Bonifay-Pons |        |
| 1989-2000 | Jean-Pierre Giran    |        |
| 2000-     | Philippe Barthélémy  | UMP    |

## Agermanaments
- Denzlingen
- Città della Pieve